# 日本が関与した戦争一覧
日本が関与した戦争一覧（にほんがかんよしたせんそういちらん）